# Vysoká (Małe Karpaty)
Vysoká (754 m n.p.m.) – drugi co do wysokości szczyt w grupie górskiej Małych Karpat w Centralnych Karpatach Zachodnich na Słowacji.
Vysoká znajduje się w południowej (wapiennej) części Małych Karpat. Jej szczyt wznosi się nad wsiami Kuchyňa i Rohožník i jest wysunięty ok. 1,5 km na zachód od głównego grzbietu pasma. Ma formę skalistego grzebienia.
Góra jest klasycznym przykładem ostańca, wyerodowanego siłą płynących wód z dawnego płaskowyżu. Budują ją kredowe wapienie.
W masywie występuje szereg zbiorowisk roślinnych, zwłaszcza leśnych i naskalnych, z licznymi rzadkimi gatunkami flory i fauny.
Od 1988 masyw obejmuje rezerwat przyrody "Vysoká".
Szczyt znany jest z panoramy, obejmującej znaczną część Małych Karpat i Nizinę Borską. Dostępny jest niebiesko znakowanym szlakiem turystycznym z miejscowości Kuchyňa lub ze schroniska turystycznego Zochova chata.